# Doleschallia ermelinda
Doleschallia ermelinda är en fjärilsart som beskrevs av Hans Fruhstorfer 1912. Doleschallia ermelinda ingår i släktet Doleschallia och familjen praktfjärilar. Inga underarter finns listade i Catalogue of Life.